# 贝尔加拉
贝尔加拉（西班牙語：Vergara，巴斯克語發音：[berɣaɾa]）是西班牙巴斯克自治区吉普斯夸省的一个市镇。总面积76平方公里，总人口14596人（2018年），人口密度190人/平方公里。